# Бортников, Александр Иванович
Александр Иванович Бортников — советский хозяйственный, государственный и политический деятель.

## Биография
Родился в 1929 году в селе Абан Абанского района Канского округа Сибирского края (ныне — Красноярский край). В 1952 году окончил с отличием механический факультет Томского института инженеров железнодорожного транспорта.
С апреля 1952 года — секретарь Вокзального райкома ВЛКСМ г. Томска.
С июня 1954 по март 1956 г. — первый секретарь Томского горкома ВЛКСМ. 
С 1956 на партийной работе. Работал заведующим промышленно-транспортным отделом Кировского райкома КПСС г. Томска.
В 1957 — 1959 годах — секретарь партбюро Томского электролампового завода.
С ноября 1960 года — заведующий промышленно-транспортным отделом Томского горкома КПСС. 
1963 — 1968 гг. — первый секретарь Томского горкома КПСС.
С 1968 по 1984 год — секретарь Томского обкома КПСС по промышленности и транспорту.
С июня 1984 года — первый заместитель генерального директора Сибирского химического комбината.
Делегат XXIII съезда КПСС. Депутат Томского областного Совета депутатов трудящихся.
Награжден двумя орденами Трудового Красного Знамени, орденом «Знак Почета», медалями.
Жил в Томске.